# Touro Bandido

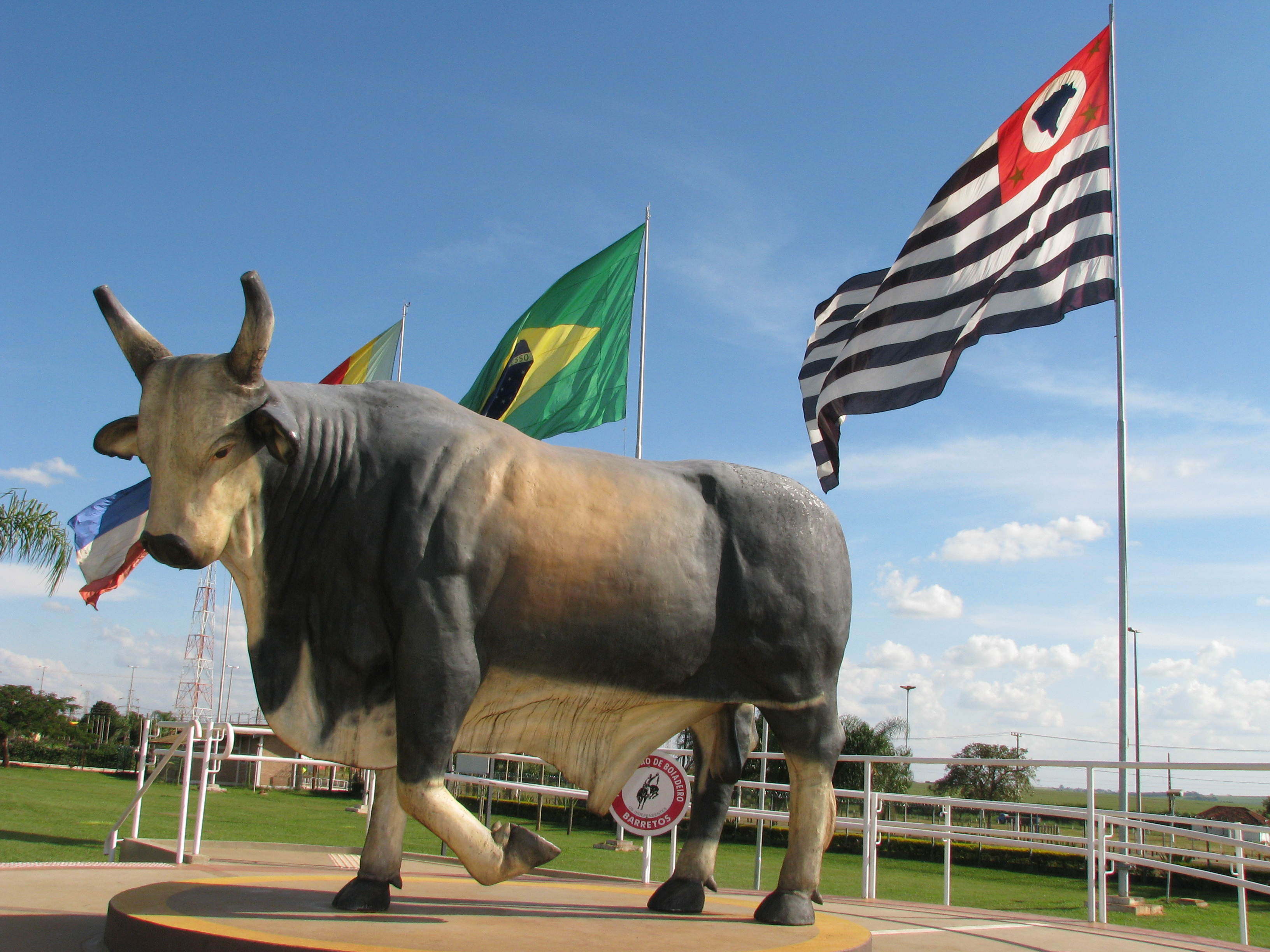
Estátua do touro Bandido no Parque do Peão de Barretos

O touro Bandido foi conceituado melhor touro de rodeio brasileiro reconhecido internacionalmente por derrubar rapidamente os peões que tentavam montar nele. Apenas um peão conseguiu permanecer por 8 segundos em cima de seu lombo, proeza realizada pelo peão Carlos de Jesus Boaventura, em Jaguariúna no ano de 2001. O touro terminou a carreira em setembro de 2008, com mais de 200 desafios disputados em todo país. Bandido sofreu de câncer de pele, próximo à região do olho esquerdo e morreu em 4 de janeiro de 2009, com quinze anos, na Fazenda Santa Martha, Icém. Foi enterrado no Memorial do Peão, no Parque do Peão, em Barretos.
Bandido teve 70 filhos, deixou 200 doses de sêmen congelado e três clones seus, até a data de sua morte.

## Bandido na mídia
O touro Bandido foi personagem na telenovela brasileira América em 2005, interpretando ele mesmo com o ator Murilo Benício.

## Bandido, o livro
O touro Bandido, astro das arenas, terá sua história contada em livro, desde os desafios que o revelaram imbatível até a participação na telenovela global “América”. Na verdade, a obra irá bem além para mostrar como o boi foi descoberto pelo tropeiro e empresário Paulo Emílio Marques, o tratamento que o touro recebia e seu treinamento, entre outras coisas.
A obra retratará Bandido, falecido em janeiro de 2009 em consequência de um câncer, como um touro com características únicas, pois era isso que ficava evidente a cada vez que ele entrava na arena para se apresentar. Os flashes pipocavam das arquibancadas, o público gritava, aplaudia e Bandido, imponente, sabia que tudo aquilo era para ele. Encarava a plateia com respeito, mas da posição de uma estrela, posição conquistada em seu ofício: derrubar peões sem qualquer cerimônia.
A obra será a publicação de estreia do selo HN Publieditorial, pertencente ao Grupo HN, empresa fundada em 2002 e que é composta ainda, das unidades HN Comunicação e Editora HN, exclusivamente acadêmica.
“A execução deste projeto editorial será um enorme desafio, já que se trata da história de um astro que falava por meio de ações”, afirma João Paulo Vani, coordenador do projeto no Grupo HN. Ele revela ainda que o livro será totalmente ilustrativo, repleto de fotos, que vão ajudar a contar as histórias do touro Bandido tanto quanto as pessoas que o cercaram.

## Cow Parade

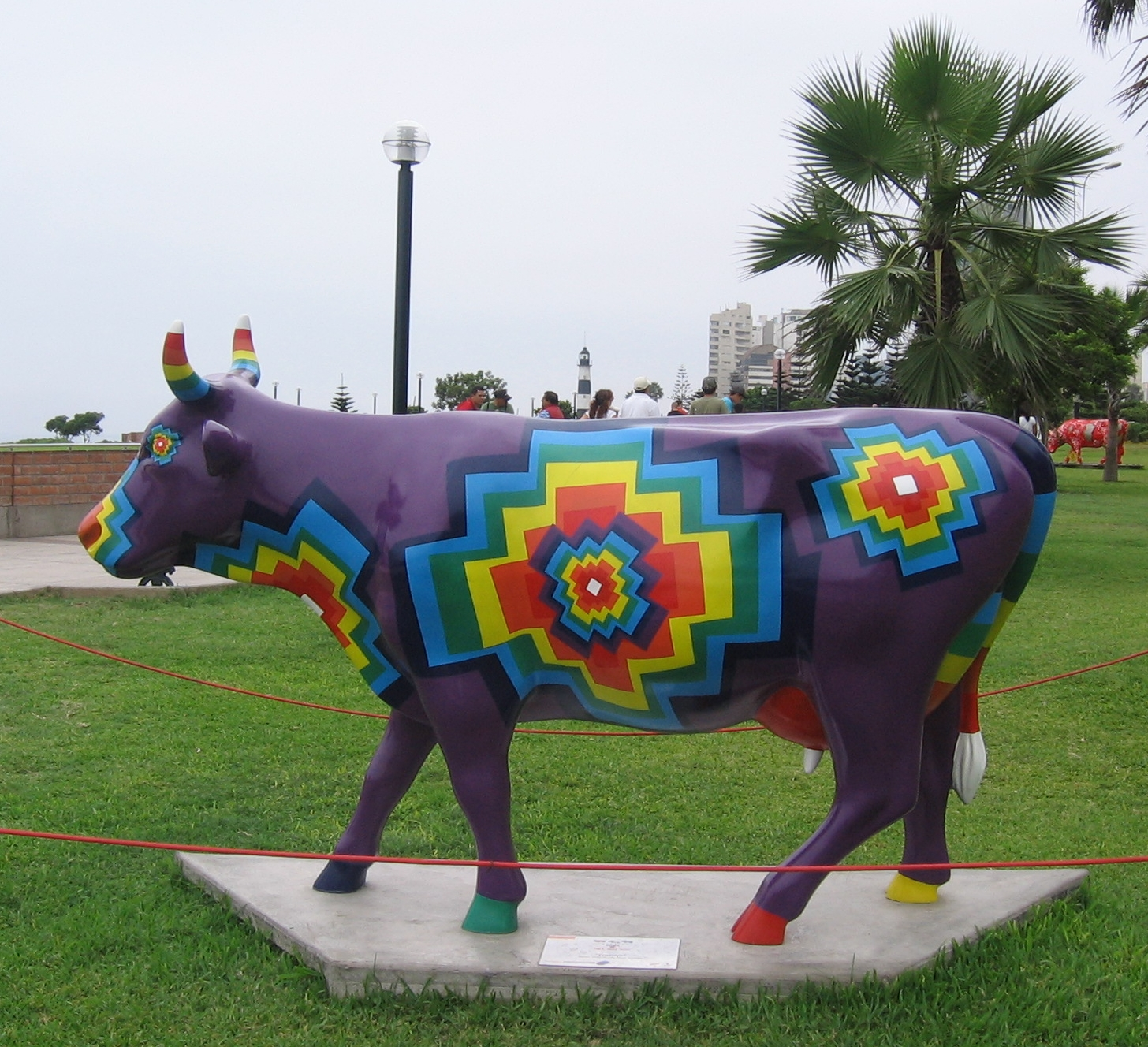
Touro Bandido ficou em posição de acasalamento com uma vaca parecida com esta num protesto do artista Eduardo Srur.

Em 15 de março de 2010, durante a exposição Cow Parade, duas réplicas do touro Bandido foram colocadas na Avenida Paulista e cruzamento das avenidas Brigadeiro Faria Lima e Cidade Jardim. Dispostas em posição de acasalamento com uma vaca do evento Cow Parade, são obras do artista plástico Eduardo Srur, um protesto que indaga a relação da vaca com a cidade de São Paulo e faz uma crítica a exposições importadas.
Posteriormente a obra de arte foi removida.